# Pseudomallada edwardsi
Pseudomallada edwardsi är en insektsart som först beskrevs av Banks 1940.  Pseudomallada edwardsi ingår i släktet Pseudomallada och familjen guldögonsländor. Inga underarter finns listade i Catalogue of Life.